# Svartören
Svartören is een Zweeds eiland behorend tot de Lule-archipel. Het eiland ligt in het noorden van de Botnische Golf. Het heeft geen vaste oeververbinding en geen bebouwing.